# Marga Mulya (Rambah Samo)
Marga Mulya is een bestuurslaag in het regentschap Rokan Hulu van de provincie Riau, Indonesië. Marga Mulya telt 2097 inwoners (volkstelling 2010).